# Notomys mordax
Notomys mordax — вимерлий вид ссавців родини Muridae. Це відомо з одного черепа, знайденого в Дарлінг-Даунс, Квінсленд, Австралія. Інтродуковані хижаки, такі як лисиці та домашні коти, могли призвести до вимирання цього виду. Причиною вимирання могло бути й заселення стад великої рогатої худоби, що значно змінило середовище їхнього існування. Аборигени називали їх пайі. Він відомий лише з одного черепа, знайденого десь до 1846 року в Дарлінг-Даунс на південному сході Квінсленда. Череп припускає, що він був або близьким, або, можливо, ідентичним Notomys mitchellii. Однак моляри були довшими і, на відміну від більшості інших видів мишей, був додатковий премоляр. Нещодавно в Кунабарабрані на північному сході Нового Південного Уельсу було знайдено низку субфосилійних черепів Notomys. Вони мали менші зуби, ніж N. mitchellii з Вікторії та Південної Австралії. Однак досі неясно, до якого виду вони належать. 